# دانشکده پزشکی جهرم
دانشکده پزشکی دانشگاه علوم پزشکی جهرم یکی از دانشکده‌های پزشکی ایران وابسته به دانشگاه علوم پزشکی جهرم در جهرم است. این دانشکده در سال ۱۳۵۶ بنیانگذاری شد و دارای ۳ بیمارستان آموزشی است.

## تاریخچه
دانشکده پزشکی جهرم در سال ۱۳۵۶ با پذیرش ۴۰ نفر دانشجوی پزشکی و زیر نظر دانشگاه علوم پزشکی شیراز بنیانگذاری شد. فعالیت این دانشکده به دلیل وقوع انقلاب اسلامی تا ۹ سال بعد متوقف ماند و در سال ۱۳۶۵ با پذیرش ۹۰ دانشجوی پزشکی شروع به فعالیت دوباره کرد. این دانشکده در سال ۱۳۷۳ از دانشگاه علوم پزشکی شیراز مستقل گردید و مستقیماً زیر نظر وزارت بهداشت، درمان و آموزش پزشکی فعالیت‌های خود را ادامه داد. هم‌اکنون این دانشکده دارای ۵۹۵ دانشجوست و ریاست آن را دکتر سارا متین برعهده دارد.

## بیمارستان‌ها
- بیمارستان استاد مطهری: بیمارستانی آموزشی–درمانی است که در سال ۱۳۵۲ تأسیس، و در حال حاضر ۱۹۳ تخت فعال دارد.[۴][۵]
- بیمارستان پیمانیه: بیمارستانی آموزشی–درمانی است که در سال ۱۳۷۹ تأسیس، و در حال حاضر ۲۲۵ تخت فعال دارد.[۶][۷]
- بیمارستان فوق‌تخصصی سیدالشهدا: بیمارستانی آموزشی–درمانی و فوق تخصصی است و ۳۱۳ تخت خواب دارد.[۸]
- بیمارستان قلب ابوطالبی: بیمارستانی آموزشی–درمانی و فوق تخصصی در حوزه قلب است و ۳۰ تخت خواب دارد.[۹][۱۰]
- بیمارستان اعصاب و روان رحمانیان: بیمارستانی آموزشی–درمانی و تخصصی در حوزه اعصاب و روان است و ۵۰ تخت خواب دارد.[۱۱]